# El mundo de Bobby
El mundo de Bobby (en inglés: Bobby's World) es una serie de dibujos animados para niños, que se desarrolló entre 1990 y 1998, en Fox. Trataba sobre la vida cotidiana de Bobby Generic y su imaginación muy hiperactiva sobre cómo ve el mundo. El show fue creado por el actor y comediante canadiense Howie Mandel. Mandel también proporcionó la voz para Bobby y su padre Howard Generic, que se parece a una versión animada de Mandel. Fue producido por Film Roman para Alevy Productions y FOX Kids Productions. El tema musical de Bobby's World fue compuesta por John Tesh, junto con Michael Hanna.

## Personajes
- Bobby Generic (Howie Mandel) - niño de 4 años de edad. Afirma que vino de un mundo mágico de cuento de hadas llamado "Bobbyland", donde era el gobernante de todo.
- Howard Generic (Howie Mandel) - el padre de Bobby.
- Martha Generic - la madre de Bobby.
- Kelly Generic - la hermana de 14 años.
- Derek Generic - el hermano de 10 años.
- Los Gemelos Generic - hermanos gemelos menores de Bobby.
- Tía Ruth (Edie McClurg) - tía de Bobby y hermana de Martha.
- Tío Ted - tío de Bobby y hermano de Martha.
- Roger (Frank Welker) - el perro de la familia Generic.
- Jackie (Alina Derryberry) - vecina de Bobby.